# 林雲京
林雲京，字雙成，福建福清縣人。清初政治人物。

## 生平
林雲京於順治六年（1649年）中式己丑科二甲第七名進士，選庶吉士，未散館，改任刑科給事中。官至廣東鹽道。